# Boldklubberne Glostrup Albertslund
Il Boldklubberne Glostrup Albertslund, noto semplicemente come BGA, è stata una squadra di calcio a 5 danese con sede a Glostrup che rappresentava anche la vicina Albertslund.

## Storia
La società nacque nella stagione 2009-10 dalla fusione parziale tra l'Albertslund, detentore del campionato danese di calcio a 5, e il Glostrup. Al debutto, la squadra vinse immediatamente il campionato, ripetendosi anche nella stagione seguente. A livello continentale il BGA partecipò a tre edizioni della Coppa UEFA fermandosi sempre al turno preliminare. Al termine della stagione 2014-15 le due società originarie sono tornate a dividersi.

## Palmarès
- Campionato danese: 2
2010, 2011